# گروپو آسی‌اس

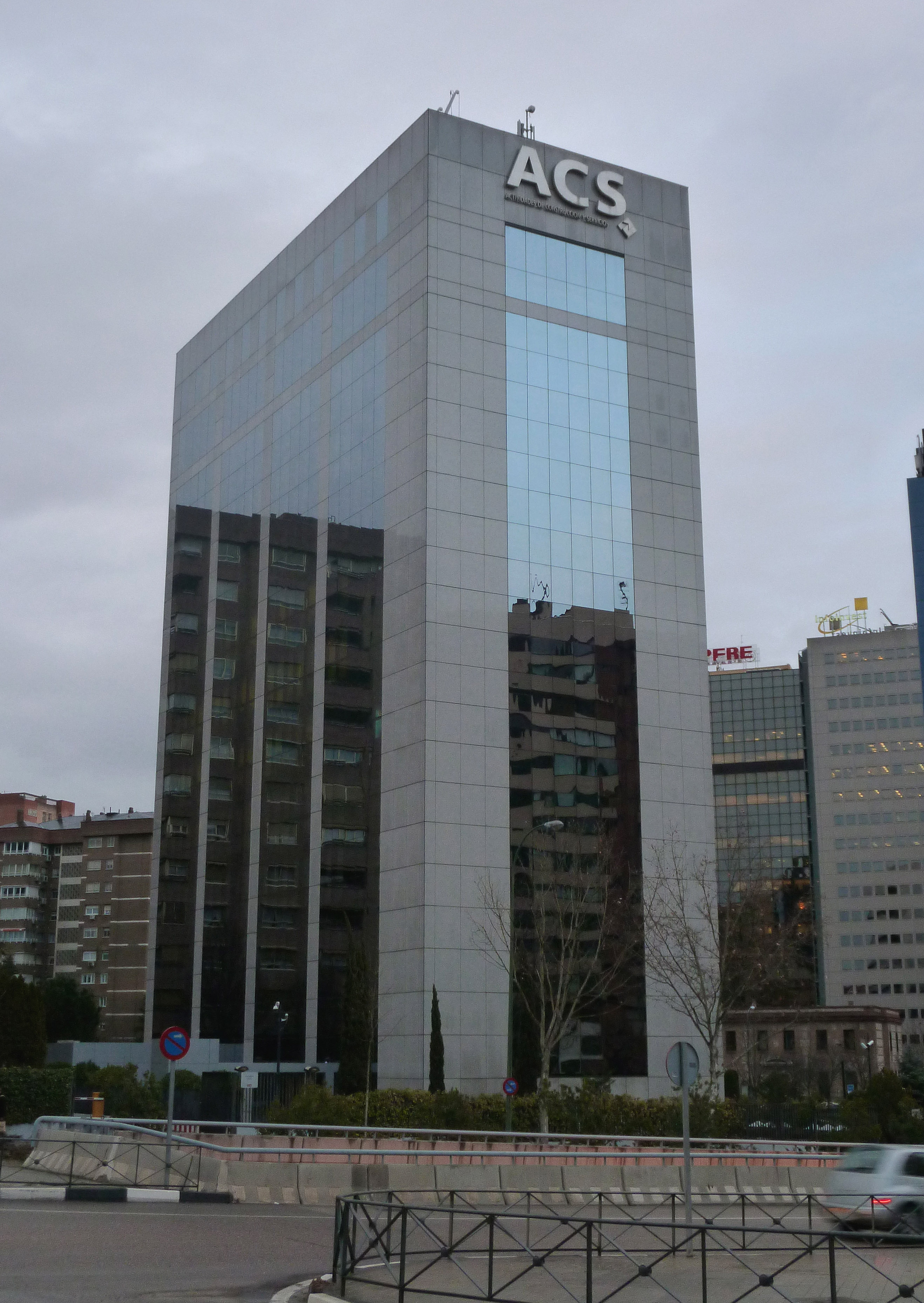
ساختمان مرکزی گروپو آسی‌اس در مادرید

گروپو آسی‌اس (به اسپانیایی: Grupo ACS) شرکت ساخت‌وساز و مهندسی عمران اسپانیایی است که در زمینه ارائه خدمات مخابراتی نیز فعالیت می‌‌کند.
گروه اسپانیایی آسی‌اس در سال ۱۹۹۷ تأسیس شد و در حال حاضر به‌عنوان یکی از بزرگترین شرکت‌های ساختمانی جهان به‌شمار می‌آید، که تاکنون پروژه‌های بسیاری را در کشورهای آلمان، هند، برزیل، شیلی و مراکش اجرا کرده‌است.
دفتر مرکزی گروپو آسی‌اس در شهر مادرید قرار دارد. هم‌اکنون فلورنتینو پرز به‌عنوان مدیرعامل و رییس هیئت مدیره شرکت آسی‌اس فعالیت می‌کند. پرز به صورت همزمان مدیریت و ریاست باشگاه فوتبال رئال مادرید را نیز برعهده دارد.
شرکت آبرتیس با در اختیار داشتن ۲۵٪ و شرکت ایبردرولا با دارا بودن ۲۰٪ از سهام گروپو آسی‌اس، به‌عنوان بزرگترین سهامداران آن محسوب می‌شوند.